# Belagerung von Rhodos (305–304 v. Chr.)
Erster Diadochenkrieg (321–320 v. Chr.):
Hellespont
Zwischenzeit (320–319 v. Chr.):
Orkynia – Kretopolis – Nora
Zweiter Diadochenkrieg (319–316 v. Chr.):
Megalopolis – Byzantion – Kopratas – Paraitakene – Gabiene
Dritter Diadochenkrieg (315–311 v. Chr.):
Tyros – Gaza
Babylonischer Krieg (311–309 v. Chr.)
Vierter Diadochenkrieg (309–301 v. Chr.):
Salamis – Rhodos – Ipsos
Fünfter Diadochenkrieg (288–286 v. Chr.)
Sechster Diadochenkrieg (282–281 v. Chr.):
Kurupedion
Die Belagerung von Rhodos war eine von 305 bis 304 v. Chr. andauernde militärische Auseinandersetzung auf der Insel Rhodos.
Als Konfrontation im vierten Diadochenkrieg gehört die Belagerung zu den historischen Ereignissen im Zeitalter der Diadochen, das auf den Tod Alexanders des Großen 323 v. Chr. folgte. Die weit unterlegenen Rhodier verteidigten ihre Stadt gegen einen Angriff des Demetrios Poliorketes („der Städtebelagerer“). Das Ausbleiben ihrer Erstürmung trotz der Durchbrechung ihrer drei Mauern nahmen sie zum Anlass, den Koloss von Rhodos zu errichten, eines der sieben Weltwunder.

## Hintergrund
Seit dem Tod Alexanders im Jahr 323 v. Chr. befanden sich dessen Generäle, „Nachfolger“ (Diadochen) genannt, in einem unablässigen Kampf um die Vorherrschaft in dessen Weltreich. Die makedonische Königsdynastie war in sich zerstritten, die Könige Philipp III. Arrhidaios und Alexander IV. Aigos waren geistig behindert oder unmündig und deshalb regierungsunfähig. In diesen von mannigfaltigen Koalitionen geprägten Kriegen, die nur von kurzen Friedensphasen unterbrochen wurden, stritten in ihrer Frühphase die Anhänger eines auf Einheit und Erhalt bedachten Alexanderreichs gegen die Vertreter partikularistischer Interessen, welche das Reich zu ihren Gunsten aufzuteilen beabsichtigten.
Nach drei Diadochenkriegen hatten sich bis zum Jahr 311 v. Chr. fünf Diadochen eigene Herrschaftsgebiete im Raum des Alexanderreichs eingerichtet, die sie nach der Ausrottung der alten Königsfamilie faktisch als selbstständige Herrscher regierten. Dies waren Kassander in Makedonien, Ptolemaios in Ägypten, Lysimachos in Thrakien, Seleukos in Mesopotamien und schließlich Antigonos Monophthalmos, der die Regionen Kleinasien, Syrien und Palästina beherrschte. Unter den Diadochen ragte Antigonos heraus, weil er der einzig Verbliebene war, welcher einen Erhalt des Alexanderreichs anstrebte unter seiner eigenen Königsherrschaft. Im dritten Diadochenkrieg hatte Antigonos versucht, seinen Anspruch gegen die übrigen Diadochen durchzusetzen, scheiterte aber nach langwierigen ergebnislosen Kämpfen, weshalb sich die Kriegsparteien im sogenannten „Diadochenfrieden“ 311 v. Chr. auf eine allgemeine Waffenruhe einigten.
Der Frieden erwies sich allerdings als wenig standfest, als vor allem Ptolemaios ab dem Jahr 309 v. Chr. im Ägäisraum aktiv wurde und mehrere Küstenstädte Kleinasiens, die zu Antigonos gehörten, angriff. Die Folge war der Ausbruch des vierten Diadochenkrieges, der in den Konstellationen des dritten geführt wurde, also Antigonos gegen alle anderen Diadochen.

## Rhodos und die Diadochen
Rhodos stand ursprünglich unter dem Einfluss des persischen Großreichs der Achämeniden und war deren Statthalter (Satrapen) von Karien tributpflichtig. Zu Beginn des Alexanderzugs 334 v. Chr. standen Stadt und Insel folglich auf der Seite des persischen Großkönigs. Nachdem sich aber nach der Schlacht bei Issos 332 v. Chr. eine dauerhafte Herrschaft Alexanders über Kleinasien abzeichnete sandte die Stadt zehn Kriegsschiffe zur Belagerung von Tyros als Zeichen der Unterwerfung, die Alexander bereitwillig annahm. Die Stadt musste eine makedonische Garnison aufnehmen, was faktisch einem Verzicht auf Unabhängigkeit und damit die Selbstbestimmung über eigene Handelseinkünfte bedeutete. Auf die Nachricht vom Tod Alexanders 323 v. Chr. wurde die Besatzung sogleich vertrieben und somit die faktische Unabhängigkeit von Rhodos begründet. Zugleich war man darauf bedacht, sich nicht in den lamischen Krieg gegen Makedonien hineinziehen zu lassen, trotz Bündnisangeboten seitens Athens, womit die Rhodier sich mit dem Sieger Antipatros in ein gutes Einvernehmen stellen und zugleich ihre Unabhängigkeit bewahren konnten.
Diodor beschrieb Rhodos als die am besten regierte Stadt der griechischen Poleiswelt zu jener Zeit, die durch freundschaftliche Beziehungen zu allen Herrschern und einem starken maritimen Engagement, besonders in der Piratenbekämpfung, zu einem hohen Grad an wirtschaftlichem Wohlstand gelangte. Besondere Sympathien hätten die Rhodier dabei wegen des lukrativen Handels zum Herrscher von Ägypten, Ptolemaios, gehegt. Tatsächlich führte die Stadt seit ihrer Unabhängigkeit eine Politik des ständigen Lavierens innerhalb der Machtkämpfe der Diadochen. Vor allem war man dabei bedacht stets in einem guten Einvernehmen mit dem jeweiligen Herrscher der Provinz Karien zu stehen, dem kleinasiatischen Hinterland („rhodische Peraia“) und zugleich das Sprungbrett auf die Insel. Nach dem ersten Diadochenkrieg war man folglich mit dem Satrapen Asandros gegen die Fraktion der „Perdikkaner“ verbündet und wehrte im Spätjahr 320 v. Chr. einen Landungsversuch des Admirals Attalos ab, der ein Schwager des getöteten Regenten Perdikkas war. Zwar gelang den „Perdikkanern“ der Durchzug durch Karien, in der Schlacht von Kretopolis 319 v. Chr. wurden sie von Antigonos Monophthalmos aber vernichtend geschlagen. Dieser avancierte für das folgende Jahrzehnt zur zentralen Bezugsperson für die rhodische Außen- und Wirtschaftspolitik.
Zu Beginn des dritten Diadochenkriegs wurde Asandros durch Antigonos beseitigt, der somit Karien wie auch ganz Kleinasien seiner direkten Herrschaft unterwarf. Er schickte sogleich Abgesandte zu den Ägäisinseln und auf den Peloponnes um Alliierte für den Kampf gegen seine Feinde zu werben, darunter auch nach Rhodos. Für den folgenden Krieg muss Rhodos faktisch als verbündet mit Antigonos betrachtet werden, auch wenn es stets darauf bedacht war, sich nicht direkt an den Kampfhandlungen zu beteiligen. Aber in seinen Werften ließ Antigonos einen großen Teil seiner Flotte bestellen, die seit 313 v. Chr. in der Ägäis operierte und deren Inseln zum Nesiotenbund zusammenschloss, als deren Hegemon Antigonos nun auch die Herrschaft in der Ägäis übernahm. Rhodos selbst war nicht Mitglied dieses Bundes, aber mit der zunehmenden geostrategischen Macht des Antigonos erhöhte sich auch seine Abhängigkeit von ihm. Einzig das ptolemäische Ägypten konnte noch als Alternativmacht gelten, besonders nachdem es 313 v. Chr. die Herrschaft auf Zypern übernommen hatte. Aber einstweilen musste man auf die antigonidischen Interessen Rücksicht nehmen, was 312 v. Chr. in einen förmlichen Bündnisvertrag (symmachia) mündete, indem sich Rhodos mit zehn voll ausgerüsteten Schiffen zur Beteiligung am Zug zur „Befreiung der Griechen“ des Antigonos-Neffen Ptolemaios verpflichtete. Der Krieg endete bereits 311 v. Chr. im „Diadochenfrieden“, indem sich die Kriegsparteien in ihren Machtstellungen anerkannten.

## Rhodos im Konflikt mit Antigonos
Weiter reichende Bestimmungen des Vertrags von 312 v. Chr. sind nicht überliefert, allerdings ist es nicht unwahrscheinlich, dass Antigonos die Waffenhilfe der Rhodier für den Griechenlandfeldzug nicht als eine einmalige Gefälligkeit, sondern als allgemeine Verpflichtung zur Waffenhilfe ihm gegenüber betrachtete. Rhodos seinerseits dürfte mit dem „Diadochenfrieden“ den militärischen Pakt mit Antigonos als erfüllt und beendet angesehen haben, andernfalls wären die folgenden Konflikte mit Antigonos kaum zu erklären. In den Jahren 310/309 v. Chr. zeigte Ptolemaios von Ägypten mit seiner Flotte Präsenz in der Ägäis, suchte dort eigene Positionen zu gewinnen, was freilich nur auf Kosten von Antigonos zu bewerkstelligen war. In dieser Zeit lief der gleichnamige Antigonos-Neffe mit seiner gesamten Flotten- und Heeresmacht zu ihm über, worauf die antigonidische Position in Griechenland zusammenbrach. Als Ptolemaios dann auch noch einige Angriffe auf kleinasiatische Küstenstädte führte, war der vierte Diadochenkrieg im Gang. Durch die Entsendung seines Sohnes Demetrios Poliorketes im Jahr 307 v. Chr. konnte Antigonos seinen alten Besitzstand in Griechenland wiedergewinnen und darüber hinaus vermehren, besonders durch den Einzug seines Sohnes in Athen. Im Frühjahr 306 v. Chr. gab er Demetrios schließlich den Befehl, mit ganzer Flottenmacht gegen Ptolemaios zu ziehen, mit Zypern als erstem Angriffsziel.
Von Karien kommend legte Demetrios mit seiner Flotte im Hafen der Rhodier an, um ihre materielle und personelle Unterstützung einzuholen. Die aber lehnten jede Beteiligung am Feldzug ab und begründeten dies mit ihrer allgemein neutralen Haltung, zu der sie durch ihre Verträge mit den Diadochen verpflichtet waren. Unverrichteter Dinge setzte Demetrios seine Fahrt fort und noch während er die Schlacht von Salamis schlug entsandte Antigonos eine Delegation, welche die Rhodier erneut zur Waffenhilfe gegen Ptolemaios aufforderte, die aber ebenso zurückgewiesen wurde. Die Beweggründe für diese Verweigerungshaltung gehen aus den historischen Überlieferungen nicht eindeutig hervor. Mit den Verträgen auf die sich die Rhodier beriefen war vermutlich der „Diadochenfrieden“ gemeint, der eine Autonomie der griechischen Städte beinhaltete und der von allen Vertragspartnern und Poleis als umfassende Friedensordnung aufgefasst wurde. Bis in die moderne Forschung hinein wurde außerdem eine ökonomische Abhängigkeit zu Ägypten als ausschlaggebend für die rhodischen Motive angegeben, die allerdings quellenmäßig nicht zu untermauern ist. Tatsächlich pflegte Rhodos auch ausgezeichnete Handelsbeziehungen zu den Häfen der syrischen und kleinasiatischen Küste und natürlich zu den griechischen Städten, Gebiete also die von den Antigoniden beherrscht wurden. Der Inselstaat befand sich in der außerordentlich komfortablen Position eines Hauptumschlagplatzes des Warenverkehrs zwischen Orient und Okzident, wobei es gegenüber Ägypten sogar eine Monopolstellung einnahm und daher gerade für Ptolemaios faktisch alternativlos für seine eigene ökonomische Potenz war. Von dieser Seite aus hatte man also keine ernstzunehmende Bedrohung zu erwarten, trotz der politischen Nähe zu Antigonos. Und gegenüber diesen mochte der Inselstaat sich ein Beispiel an Byzantion genommen haben, das sich im dritten Diadochenkrieg ebenfalls standhaft geweigert hatte, seine Neutralität ihm zugunsten aufzugeben, ohne dass daraus irgendwelche Nachteile erwachsen wären.
Wer in Ägypten also regierte, konnte vom wirtschaftlichen Standpunkt aus für Rhodos egal sein, nur ein Sieg des Antigonos und die damit verbundene Bildung eines asiatischen Großreichs, ähnlich dem persisch-achämenidischen, hätte unweigerlich in die politische Abhängigkeit zu ihm geführt, was letztlich ausschlaggebend für die Verweigerungshaltung gewesen sein dürfte. Die Hoffnung trotzdem einer Strafexpedition entgehen zu können, wie zuvor Byzantion, stellte sich allerdings als Fehlkalkulation heraus.

## Kriegsausbruch und diplomatisches Ringen
Nach der siegreichen Schlacht von Salamis gingen Antigonos und Demetrios daran, Ägypten in einer kombinierten Land- und Seeoperation zu erobern. Zu deren Vorbereitung beorderte Antigonos eine kleinere Flotte nach Rhodos um den Schiffsverkehr zwischen der Insel und Ägypten zu blockieren, zweifelsohne um damit zuerst Ptolemaios zu schaden, aber auch um seine Macht gegenüber Rhodos zu demonstrieren. Die Rhodier aber schlugen diese Flotte in einem kurzen Gefecht zurück, was Antigonos als ungerechtfertigte Kriegserklärung und als eigentlichen Beginn seiner Feindschaft zu Rhodos auffasste. Trotz alledem wurden die auftretenden Differenzen zueinander noch nicht als unüberbrückbar betrachtet. Wohl nach dem Scheitern des Ägyptenfeldzuges im Herbst 306 v. Chr. entsandte Antigonos eine weitere Delegation auf die Insel um erneut deren Waffenhilfe einzufordern, was wohl im Rahmen der Vorbereitung eines erneuten Feldzuges gegen Ptolemaios für das kommende Jahr geschah. Zwar beglückwünschten die Rhodier Antigonos zu seiner Königserhebung und man ehrte ihn und seinen Sohn durch die Aufstellung zweier Statuen, aber die Aufforderung wurde erneut zurückgewiesen. Diese abermalige Brüskierung nahm Antigonos zum Anlass einer Strafexpedition, ob er dabei eine langwierige Auseinandersetzung im Sinn gehabt hatte, ist zu bezweifeln, da er der Bekämpfung des ihm gefährlicheren Ptolemaios sicher eine wesentlich höhere Priorität eingeräumt haben dürfte.
Im Sommer 305 v. Chr. erreichte Demetrios von Syrien aus kommend mit einer Flotte aus 200 Kriegs- und 170 Transportschiffen, einschließlich 40.000 Soldaten sowie Belagerungsmaschinen den karischen Hafenort Loryma. Noch immer versuchte man eine gewaltsame Konfrontation zu vermeiden und die militärische Demonstration verfehlte dieses Mal ihre Wirkung nicht. Durch eine an Demetrios gerichtete Gesandtschaft signalisierten die Rhodier nun doch ihre Bereitschaft zur Waffenhilfe für seinen Vater gegen Ptolemaios. Demetrios aber gab sich damit nun nicht zufrieden und verlangte zusätzlich die Stellung von 100 Geiseln aus vornehmen Familien sowie die Aufnahme seiner Flotte in rhodischen Häfen. Inwieweit diese Zusatzbedingungen in vorheriger Absprache zwischen Vater und Sohn aufgestellt wurden, ist unklar, Rhodos aber wies sie umgehend zurück und Demetrios begann mit der Übersetzung seiner Truppen auf die Insel. Noch in diesem Stadium unternahmen die Rhodier diplomatische Versuche zur Abwendung einer Belagerung, aber Demetrios ließ ihre Botschaften nun nicht mehr beantworten, worauf man schließlich Hilferufe an die Höfe der anderen Diadochen entsandte.

## Die Belagerung

### Beginn

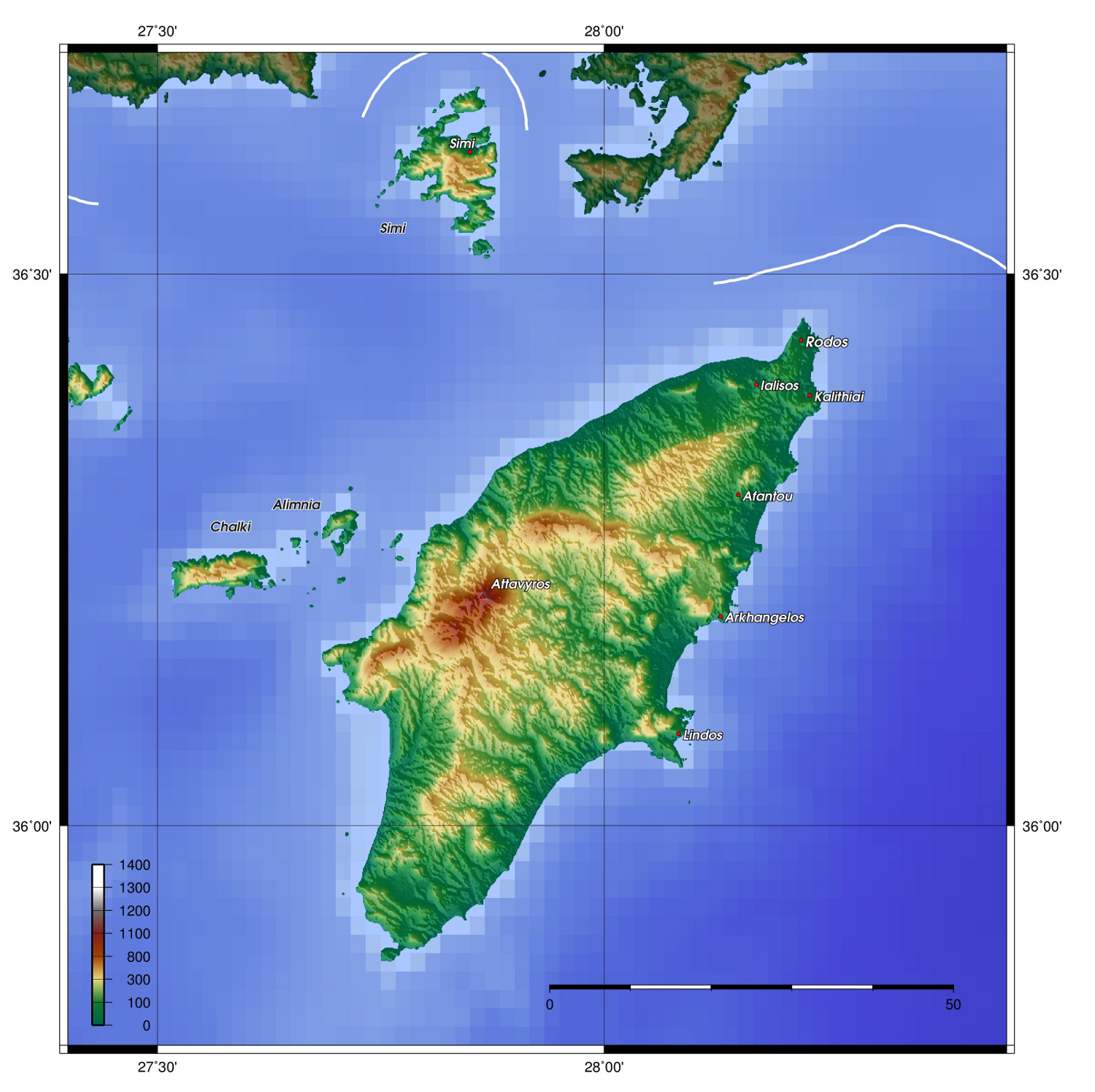
Die Topographie der Insel Rhodos. Die Stadt Rhodos liegt an der Nordspitze der Insel mit ihrem Hafen an der Ostküste. Demetrios hatte seine Landestelle und Feldlager vermutlich in der Bucht von Trianda südwestlich der Stadt aufgeschlagen.

Demetrios landete mit seiner Flotte in der Nähe der Stadt im Norden der Insel an. Neben einem Hafen, den er eigens anlegen lassen musste, ließ er sein Feldlager vor den Stadtmauern außerhalb der Schussweite der Verteidiger aufschlagen. Dazu ließ er die Wälder roden und die außerhalb der Mauer gelegenen Gutshöfe zerstören, weiterhin sandte er Piraten aus, um die Insel wie auch die sie umgebenden Seegebiete zu plündern. Die Landestelle und damit der Standort des Hafens wie auch des Feldlagers sind in den Überlieferungen nicht präzisiert worden, wahrscheinlich aber nutzte Demetrios die Bucht von Trianda (heute Ialysos) südwestlich der Stadt als Operationsbasis, die für den Ausbau zum Hafen bestens geeignet war. Auf der Gegenseite besetzten die Rhodier ihre Mauern mit 6.000 einheimischen und 1.000 kampfwilligen ausländischen Männern, zusätzlich wurden Sklaven aus der Staatskasse freigekauft, damit sie sich an der Verteidigung beteiligen konnten. Weiterhin wurden Dekrete zur Ehrung der Gefallenen und sozialen Absicherung ihrer Hinterbliebenen erlassen. Drei Schiffe wurden sogleich gegen die Piraten ausgesandt, von denen mehrere versenkt und gefangen genommen werden konnten. Die Kriegsparteien hatten im Vorfeld die Lösegeldsätze zum Freikauf der Gefangenen vereinbart, eintausend Drachmen für freie Männer und fünfhundert für Sklaven.

### Phase I – Kampf um den Hafen
In der ersten, bis zum Einsetzen der Wintermonate 305 v. Chr. andauernden Phase der Belagerung konzentrierte sich Demetrios hauptsächlich auf den Kampf von der Seeseite aus gegen den Hafen, während seine Landstreitkräfte die Stadt vom Rest der Insel abriegelten. Wie schon in Griechenland und auf Zypern zuvor ließ er dabei seiner Vorliebe für das Entwerfen und den Bau neuer und großer Belagerungsmaschinen freien Lauf, die in ihren Ausmaßen und Durchschlagskraft die vorangegangenen Entwürfe übertreffen und generell neue Dimensionen im antiken Maschinenbau erreichen sollten. Von allen Autoren der Antike berichtete vor allem Plutarch über die regelrechte Begeisterung des Demetrios an den technischen Neuerungen und Möglichkeiten seiner Zeit, die er fördern und mitgestalten wollte. Mit dem unerschöpflichen Ressourcenreichtum Asiens und dem durch die Verschmelzung griechischen und orientalischen Wissens entstehenden Geisteshorizont besaß Demetrios im einsetzenden Hellenismus jene Voraussetzungen für sein Streben, wie sie keinem hellenischen Feldherrn in der voralexandrinischen Zeit je zur Verfügung gestanden haben.
Zuerst wurden zwei große überdachte Gebäude auf je einem Transportschiff errichtet, die den Ballisten und Katapulten als Schutz vor feindlichem Beschuss dienen sollten. Beide Schiffe wurden dazu zu einem großen Schwimmkörper verbunden. Weiterhin wurden zwei je vier Etagen hohe Türme gebaut, die höher als die Türme des Hafens waren und die beide auf den Decks von ebenfalls zwei miteinander verbundenen Schiffen aufgestellt werden mussten. Vor den Belagerungsschiffen wurde ein Abwehrschirm aus schwimmenden Hölzern, die mit Eisenspornen versehen wurden, die sich in die Rümpfe angreifender Schiffe bohren und Lecks in sie schlagen sollten, ausgelegt. Die Rhodier versuchten, durch eine Erhöhung ihrer Hafenmauer die Türme zu neutralisieren, aber Demetrios ließ ein speziell gepanzertes Schiff mit kretischen Bogenschützen besetzt vorfahren, die mit ihren Pfeilen die Bauarbeiten an der Mauer unterbinden konnten. Die Rhodier reagierten ihrerseits mit der Aufstellung von Katapulten und Ballisten auf der Hafenmole, die schmale Hafeneinfahrt wurde mit Frachtschiffen blockiert, auf denen wiederum Geschütze aufgestellt waren.
Demetrios’ erster Angriff auf den Hafen wurde aufgrund eines starken Wellengangs zurückgedrängt. Nachdem er günstige Wetterbedingungen abgewartet hatte, führte er einen Nachtangriff auf den Molenkopf, den er erfolgreich mit 400 Mann besetzen und durch Wallarbeiten absichern konnte. In den folgenden Tagen ließ er hier mehrere Geschütze aufstellen und die Molenmauer und die darauf befindlichen Geräte der Rhodier zerstören. Nachdem deren Widerstand angewachsen war, zog er seine Maschinen von der Mole wieder ab. Im Gegenzug führten die Rhodier mit Brandbooten einen Angriff auf die Belagerungsschiffe aus, die aber von dem Abwehrschirm abgefangen wurden. Am folgenden Tag ließ Demetrios einen weiteren Angriff auf den Hafen und zugleich erstmals auch einen von der Landseite auf die Stadtmauern ausführen, um die Verteidiger zu verunsichern. Nach acht Tagen des Kampfes hatte Demetrios die Hafenmole sowie einige Befestigungen entlang der Hafenmauer erobert und sie mit Geschützen besetzt. Nach einer weiteren Woche der Instandsetzung seiner beschädigten Geschütze und Schiffe begann er, das Feuer auf die im Hafen ankernden rhodischen Schiffe aufzunehmen. Von denen nahmen drei umgehend Fahrt auf, um die Belagerungsschiffe des Demetrios zu rammen, der dabei zwei seiner Maschinen verlor, die durch den Aufprall über Bord stürzten. Demetrios aber gelang es seinerseits, die drei gegnerischen Schiffe mit den seinigen zu rammen, worauf auf den in sich verkeilten Schiffskörpern nun ein Nahkampf Mann gegen Mann geführt wurde, den die Krieger des Demetrios schließlich für ihre Seite entscheiden konnten.
Den Verlust seiner Belagerungsschiffe glich Demetrios mit dem Bau neuer aus. Als er diese an den Hafen heranbringen ließ, wurden sie allerdings von einem von Süden hereinbrechenden Sturm überrascht, in dem die Maschinen über Bord gingen. Die Rhodier suchten zugleich den Sturm zu nutzen, um einen Gegenangriff auf die Hafenmole zu führen. Weil Demetrios wegen des Sturms keine Verstärkung heranführen konnte, waren seine dort positionierten Männer auf sich gestellt und konnten dem Angriff nicht lange standhalten. Über 400 Mann kamen in Gefangenschaft, die Mole und damit der Hafen waren wieder unter Kontrolle der Rhodier. Die wussten den Erfolg zu nutzen, um Unterstützungstruppen, 500 von Ptolemaios aus Ägypten und 150 aus Knossos, in den Hafen einfahren zu lassen.
Diese Ereignisse haben sich bis in den Oktober 305 v. Chr. hineingezogen, bis zum Einsetzen der Winterstürme, worauf eine Fortsetzung des Kampfes zur See nicht mehr möglich war. Damit endete die erste Phase der Belagerung und die Kämpfe kamen vorerst zum Erliegen. Demetrios war es nur kurzzeitig gelungen, die Hafeneinfahrt zu erobern, konnte diese aber nicht dauerhaft halten, womit den Verteidigern der wichtigste Verbindungs- und Nachschubweg zu seinem Nachteil offen blieb. Den Gesetzmäßigkeiten des antiken Schiffsbaus Rechnung tragend, war es für Demetrios nicht möglich, eine dauerhafte Seeblockade gegen den Hafen von Rhodos zu errichten, da die hochseeuntüchtigen Schiffe stets und besonders nachts in Ufernähe ankern mussten, um dem hohen Wellengang der Wintermonate entgehen zu können. Vor allem nachts war an eine effektive Störung der Ein- und Ausfahrt deshalb nicht zu denken. Das Problem wurde durch den vom Hafen zu weitab gelegenen Ankerplatz noch zusätzlich verschärft und sollte später selbst von den Türken (1480 und 1522) trotz erdrückender Übermacht zur See nicht behoben werden.

### Kampfpause – Maschinenbau
Wie beide Seiten die Wintermonate zur Verbesserung ihrer Lage nutzten, ist nicht bekannt, da vor allem Diodor dieser Zeit in seinen Aufzeichnungen keine Zeile widmete. Wahrscheinlich aber nutzte Demetrios die Zeit, um die Belagerung von Land aus vorzubereiten, vor allem mit der Konstruktion der Helepolis („Städteeinnehmerin“), in deren Bau angeblich 30.000 Mann involviert waren, was angesichts der insgesamt 40.000 mitgeführten Mann letztlich nur in einer längeren Kampfpause zu bewerkstelligen war. Der verantwortliche Athener Architekt Epimachos in seinem Gefolge war wahrscheinlich schon für den Bau der Helepolis von Salamis verantwortlich. Nun erbaute er auf einem quadratischen Grundriss einen sich nach oben hin verjüngenden Turm mit einer Seitenlänge von je 50 Ellen (ca. 23 m) an der Basis und einer Höhe von mehr als 100 Ellen (ca. 46 m). Acht Räder mit einem Durchmesser von 2 Ellen (ca. 1 m) bildeten das Fahrwerk, das von Rollen (antistrepta) unterstützt wurde, die neben der Vor- und Rückwärtsbewegung auch ein Manövrieren des Turms zu den Seiten hin ermöglichten. An drei Seiten war der Turm mit Metallplatten zum Schutz vor Brandpfeilen und größeren Geschossen bewehrt. Der Turm verjüngte sich nach oben, während er an seiner Basis 4300 Quadratfuß umfasste, maß das oberste Stockwerk 900. Auf insgesamt neun Stockwerken, die über zwei Treppenaufgänge erreichbar waren, wurden Geschütze aller Art positioniert, die ihre Geschosse durch verschließbare, mit Wolle gedämmte Öffnungen abfeuern konnten. Etwa 3.400 Mann waren für die Bedienung der Geschütze und Manövrierung des Turmes nötig. Die Helepolis von Rhodos war die größte Belagerungsmaschine ihrer Art, die je erbaut wurde. Zwar bauten Demetrios und später andere Feldherren, wie beispielsweise die Römer bei der Belagerung von Jerusalem (70 n. Chr.), weitere Türme dieser Art, diese erreichten jedoch nicht mehr die Ausmaße derer von Rhodos. Neben der Helepolis ließ Demetrios zwei große bewegliche Schutzbehausungen für je einen Rammbock von 120 Ellen Länge bauen, die mit Eisenspitzen ähnlich den Rammspornen antiker Kriegsschiffe versehen waren. Zu ihrer Bedienung mussten je 1.000 Mann abgestellt werden. Dazu wurden noch acht kleinere fahrbare Schutzbehausungen gebaut, welche den Mineuren bei ihren Grabungsarbeiten zur Unterminierung der Stadtmauer und zur Einebnung der Ebene vor den Mauern für die großen Maschinen Deckung geben sollten.
Während seiner Bautätigkeit dürfte Demetrios auch die Gelegenheit zu seinem Besuch des berühmten Malers Protogenes gehabt haben, der in seiner Werkstatt vor den Mauern der Stadt lebte. Seine Verwunderung darüber, warum der Künstler trotz der Kämpfe weiterhin an seinen Gemälden arbeite, erklärte dieser, dass Demetrios mit der Stadt und nicht mit der Kunst im Krieg liege. In dieser Zeit entstand mit dem „schlafenden Satyr“ das bekannteste Gemälde des Protogenes, auch sollte Demetrios später das Werk „Ialysos“, welches an der zweiten Stadtmauer angebracht war, unter seinen Schutz stellen.
Auf der Gegenseite suchten die Rhodier mit eigenen Konstruktionen das Kräfteverhältnis auszugleichen. Dazu entließen sie ihren bereits bewährten Architekten Diognetos zugunsten des Kallias von Arados. Der wartete mit einer Konstruktion eines Kranes auf, welcher auf der Stadtmauer positioniert werden und von dort feindliche Maschinen greifen und über die Mauer schwingen sollte. Nachdem die Rhodier aber die wachsende Größe der im Bau befindlichen Helepolis erkannten, entließen sie Kallias umgehend aus ihren Diensten und stellten erneut Diognetos ein, der nun nach anderen Wegen zur Ausschaltung der Helepolis suchte. Parallel dazu errichteten sie hinter ihrer Mauer eine zweite, in der Voraussicht, dass die erste Mauer den Maschinen des Demetrios nicht standhalten würde. Neben den Steinen der für den Bau im Wege stehenden Häuser verwendeten sie darüber hinaus auch jene ihres Theaters und ihrer Tempel. Ebenso versuchten sie mit ihren wenigen Schiffen den Nachschub des Demetrios zu stören, wobei sie unter anderem eine von Kilikien kommende Quadrireme der Phila, der ersten Frau des Demetrios, aufbrachten und dabei seine königlichen Gewänder erbeuteten. Weiterhin kaperten sie mehrere Schiffe in der Ägäis und nahmen unter anderem elf namhafte Geschützkonstrukteure gefangen.
Von der Zerstörung der Statuen, die einst zu Ehren für Antigonos und Demetrios aufgestellt worden waren, sahen die Rhodier trotz der Belagerung nach einer demokratischen Abstimmung ab. Zum einen, weil sie weiterhin den Einsatz der Antigoniden für die Befreiung des griechischen Demos von der makedonischen Hegemonie honorierten, zum anderen als versöhnliches Signal für den Fall, dass sich die Stadt eines Tages doch dem Belagerer ergeben musste.

### Phase II – Sturm auf die Mauern

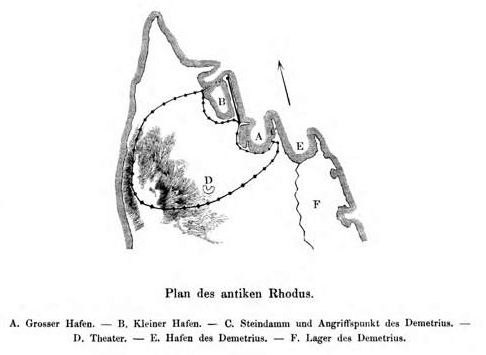
Skizze des antiken Rhodos aus dem Jahr 1861. Die Angaben zum Standort von Hafen (Archandia-Bucht) und Feldlager des Demetrios (E und F) gelten als veraltet.

Im Frühjahr 304 v. Chr. flammten die Kämpfe wieder auf, nachdem die Unterminierung der Mauer durch Verrat eines Überläufers an die Rhodier gescheitert war. Bei dieser Gelegenheit war Demetrios nur durch Zufall der eigenen Gefangennahme entgangen. Einen ersten Angriff seiner Maschinen verschob Demetrios zunächst, um einen Vermittlungsversuch einer Gesandtschaft aus Knidos zu ermöglichen, die vermutlich auf seine Veranlassung hin tätig wurde. Als deren Gespräche ergebnislos endeten, ließ er den Angriff von neuem beginnen. Mit der Helepolis im Zentrum, auf beiden Seiten flankiert von je vier der kleineren Schutzbehausungen, rückten seine Truppen gegen die Mauer vor. Bereits beim ersten Ansturm gelangen ihm die Einnahme ihres stärksten Verteidigungsturms und die Zerstörung des sich diesem anschließenden Mauerabschnitts. Die Rhodier gaben ihre erste Mauer daraufhin auf und zogen sich hinter die zweite zurück, gegen die Demetrios nun seine Maschinen führte. Etwa um diese Zeit zog eine Transportflotte des Ptolemaios, bestehend aus ca. 75 Schiffen mit 300.000 Artaben Getreide vor Rhodos auf. Demetrios sandte umgehend seine Schiffe aus, um sie abzufangen. Da aber die Windverhältnisse die ptolemäische Flotte begünstigte, war es ihr möglich, in den sicheren Hafen einzufahren, noch bevor das Abfanggeschwader sie erreichen konnte. Kurz darauf vermochten auch Lieferungen des Kassander mit 10.000 Medimnen Gerste und von Lysimachos mit 40.000 Medimnen Weizen auf insgesamt etwa 30 Schiffen unbehelligt in den Hafen einzulaufen. Diese Nahrungsmittellieferungen verschafften den Verteidigern eine Verlängerung ihrer Kraftreserven für einige Monate, entsprechend ernüchternd wurde ihr erfolgreiches Anlegen im Hafen von den Belagerern registriert.
Durch die Unterstützung von außen neu motiviert, wagten die Rhodier einen Nachtangriff auf die Maschinen, wobei sie diese mit einem regelrechten Hagel aus Wurf- und Brandgeschossen eindeckten. Dort, wo die Eisenverkleidung der Helepolis aufbrach, konzentrierten sie das Feuer mit Brandpfeilen und verursachten damit mehrere Brände an der Maschine. Wie schon zwei Jahre zuvor bei Salamis drohte seine Helepolis erneut ein Opfer des Feuers zu werden, aber Demetrios hatte daraus seine Lehren gezogen und dieses Mal beim Entwurf vorausschauend vorgesorgt, indem er auf allen Stockwerken Wasserreserven unterbringen ließ, mit denen die Brandherde verhältnismäßig schnell gelöscht werden konnten. Dennoch musste er seine beschädigten Maschinen von der Mauer zurückziehen, um sie zeitaufwendig reparieren zu können. Dies wussten die Rhodier zur Errichtung einer dritten Mauer hinter den am stärksten beschädigten Abschnitten der zweiten zu nutzen, wo ein baldiger Durchbruch zu erwarten war. Dazu schütteten sie die Überreste der bereits eingestürzten Mauerabschnitte auf, weshalb dieser dritte Bau eher einem Wall als einer Mauer entsprach. Den Raum vor ihm hoben sie zu einem Graben aus, der das Vorankommen der Angreifer zusätzlich behindern sollte. Zudem entsandten die Rhodier wiederum ihre Schiffe aus dem Hafen, um entlang der asiatischen Küste Schiffe des Demetrios anzugreifen. Zusätzlich zu einer weiteren Getreidelieferung aus 300.000 Artaben trafen 1.500 Männer des Ptolemaios ein.
Bevor Demetrios seinen Angriff auf die dritte Mauer begann, traf zu Sommerbeginn 304 v. Chr. in seinem Lager eine Gesandtschaft aus Abordnungen von fünfzig griechischen Städten unter Anführung Athens ein. Nach ihrem erneut erfolglos verlaufenen Vermittlungsversuch reisten sie wieder ab, allerdings dürften sie dabei Demetrios zur dringenden Rückkehr nach Griechenland gedrängt haben, wo inzwischen Kassander wieder militärisch aktiv geworden war.

### Phase III – Durchbruch

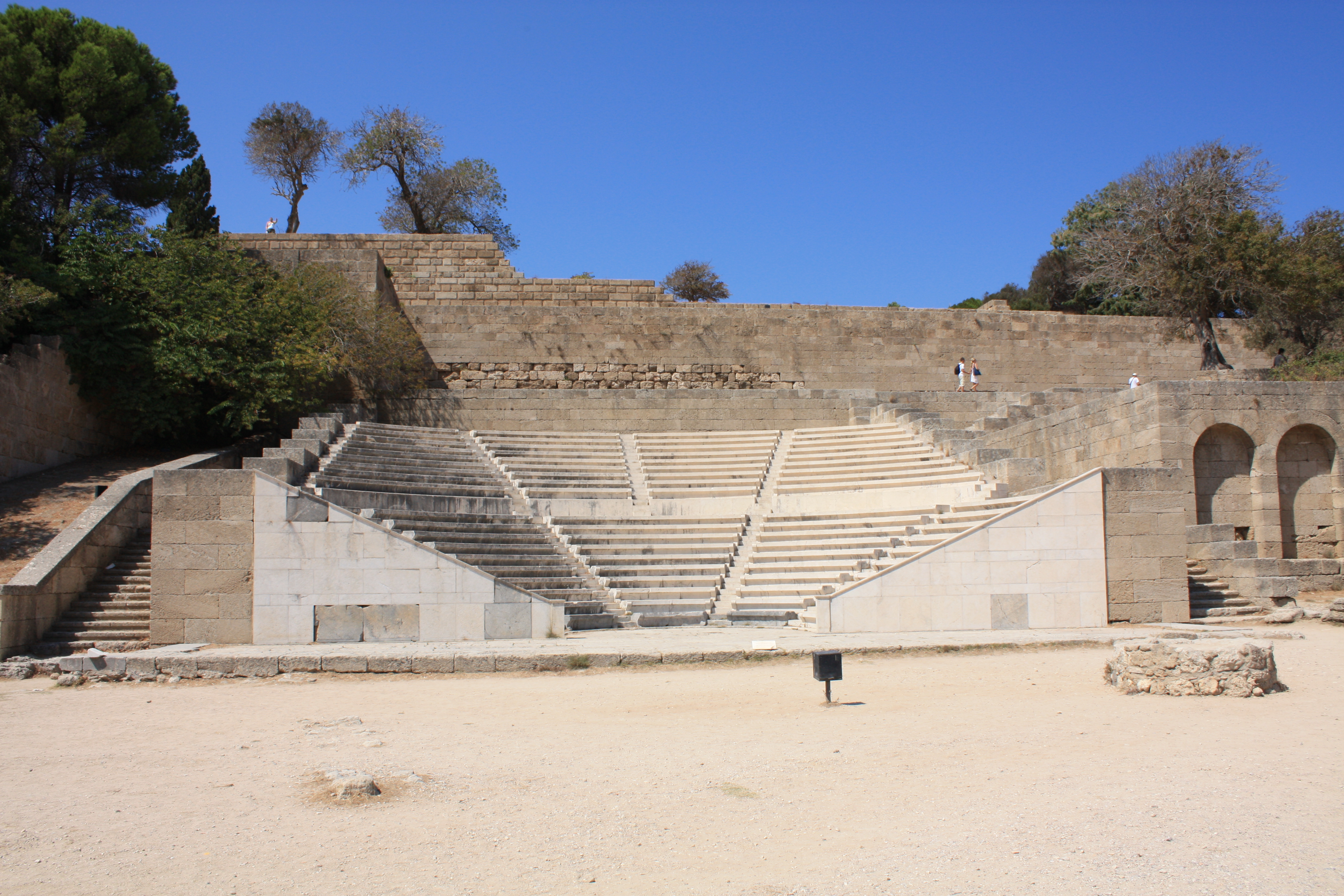
Das Theater von Rhodos, Schauplatz des letzten Kampfes.

Demetrios war nun gewillt, die dritte Mauer zu durchbrechen, um die Entscheidung des fast ein Jahr andauernden Kampfes herbeizuführen. Zu diesem Zweck befahl er 1.500 seiner Elitekrieger, sich des Nachts unbemerkt von den Verteidigern in dem Graben direkt vor dem Mauerwall zu positionieren. Auch die Rhodier beschlossen ihre letzten Verteidigungsmaßnahmen, die sich vor allem auf die Ausschaltung der Helepolis konzentrierten. Der Architekt Diognetos erkannte, dass für die Ausschaltung der Maschine in Ermangelung eigener technischer Mittel nur eine unorthodoxe Lösung Aussicht auf Erfolg haben konnte. Er ließ in dem Mauerabschnitt, an dem die Annäherung der Helepolis am wahrscheinlichsten war, eine Öffnung schlagen und dadurch eine Rinne legen. Dazu ordnete er an, dass jede Privatperson wie auch jeder öffentliche Amtsträger samt deren Angehörigen so viel Wasser, Schlamm und Fäkalien wie vorhanden entbehren sollten, das über die Rinne auf das Vorfeld des Mauerabschnittes verstreut wurde und die Fläche so zu einem Morast verwandelte.
Am nächsten Tag begann Demetrios mit dem Angriff, indem er seine Land- und Seestreitkräfte zugleich gegen alle Mauerabschnitte und den Hafen von Rhodos anstürmen ließ. Die zahlenmäßig unterlegenen Verteidiger wurden dadurch bald überfordert und wurden gezwungen, ihre Kräfte ausgedünnt entlang der Mauer zu positionieren. Darauf hatte Demetrios nur gewartet, der nun seine Elitekrieger aus ihrem Versteck befahl. Die erklommen den nur schwach besetzten dritten Mauerwall, konnten ihn überwinden und das dahinter befindliche Theater auf der Akropolis samt Umgebung einnehmen. Dies stellte den entscheidenden Durchbruch dar, mit dem Theater als Brückenkopf besaß Demetrios nun einen offenen Zugang in die Stadt, über den er ihr nun den Todesstoß versetzen konnte. Obwohl die Rhodier ihre Kräfte daraufhin ganz auf das Theater konzentrierten und nach langem und hartem Kampf die Eindringlinge wieder vor die Mauer zurückschlagen konnten, wurde ihnen bewusst, dass sie einem neuerlichen Angriff nun nicht mehr standhalten konnten.

### Abbruch
Als Demetrios seinen letzten Angriff vorbereitete, mit der er die Stadt endgültig einzunehmen gedachte, erreichte ihn eine Nachricht seines Vaters, der ihm zum Abschluss einer vertraglichen Einigung mit den Rhodiern riet. Eine gleichzeitig eintreffende Abordnung des aitolischen Bundes, der sich dem zunehmenden Druck Kassanders ausgesetzt sah, pflichtete dem bei und stellte sich als Vermittler zur Verfügung. Etwa zur gleichen Zeit hatten die Verteidiger ebenfalls eine Botschaft von Ptolemaios erhalten, der ihnen neben der Zusicherung neuer Getreidelieferungen und 3.000 Mann auch den Rat mitgab, wenn möglich einen Kompromissfrieden mit Demetrios zu schließen.
Die genauen Beweggründe des Demetrios, auf den Sieg bringenden letzten Schlag zu verzichten, der mit dem Durchbruch durch die dritte Mauer sehr wahrscheinlich geworden war, wird in den antiken Überlieferungen nur vage beantwortet. Sowohl Diodor als auch Plutarch gaben die Hilfsgesuche der Griechen als ausschlaggebendes Motiv an, obwohl ein rasch folgender Sturmangriff auf die Stadt sicher nicht mehr allzu viel Zeit in Anspruch genommen hätte, um sich noch rechtzeitig gegen Kassander wenden zu können. Auch die von Ptolemaios noch versprochenen Hilfsleistungen für die Stadt dürften für Demetrios kaum ins Gewicht gefallen sein, da sie bei einer mehrtägigen Anfahrt aus Alexandria sicher zu spät eingetroffen wären. Jedenfalls berichtet Diodor bereits kurz nach dem Eintreffen der aitolischen Gesandtschaft vom Abschluss eines Friedensvertrags zwischen den Rhodiern und Demetrios, der sogleich seine Truppen auf seine Schiffe bringen und Segel Richtung Griechenland setzten ließ.

## Kompromiss und Folgen
Letztlich aber dürften weder Demetrios noch sein Vater Antigonos eine Eroberung und damit einen drohenden Untergang von Rhodos je wirklich im Sinn gehabt haben. Zu bedeutend war diese Stadt mit ihren Werften für ihre eigene Seemachtstellung in der Ägäis und dem östlichen Mittelmeer, als dass man sie so leichtfertig opferte. Neben dem ökonomischen Schaden, der bei einer Zerstörung angefallen wäre, sind auch die politischen und propagandistischen Auswirkungen zu berücksichtigen, die besonders das Verhältnis der Antigoniden zu ihren griechischen Verbündeten belastet hätten. Ihr Engagement in der Ägäis und in Griechenland galt nicht zuletzt der Befreiung der Poleis von der von Kassander unterstützten Oligarchie und Tyrannis zugunsten der demokratischen Bewegungen, zumindest zogen sie dies propagandistisch als Rechtfertigung ihrer Politik in Griechenland heran. Rhodos war demokratisch regiert und die Auswirkungen seiner Eroberung bargen unvorhersehbare Konsequenzen, in denen ein Ansehens- und Machtverfall der Antigoniden in Griechenland mit inbegriffen waren.
Letztlich gab sich Demetrios im Sommer 304 v. Chr. mit dem Abschluss eines Vertrags zufrieden, der die Gesichter beider Seiten wahrte. Rhodos wurde darin seine politische Autonomie bestätigt und von der Verpflichtung zur Waffenhilfe befreit, für den Fall, dass Antigonos gegen Ptolemaios zu Felde ziehen würde. Auch musste die Stadt keine antigonidische Besatzung aufnehmen, dafür allerdings die Hauptforderung des Demetrios zur Stellung von einhundert ausgesuchten Geiseln akzeptieren. Der Passus, nicht mit gegen Ptolemaios ziehen zu müssen, wurde in der älteren Forschung häufig als Anerkennung des rhodesischen Neutralitätsrechts in Konflikten zwischen Antigonos und Ptolemaios betrachtet, jüngst aber eher als Befreiung von der Bündnispflicht im Falle eines Angriffskrieges gegen Ptolemaios aufgefasst. Da aber Antigonos mit den einhundert Geiseln aus vornehmsten rhodischen Familien über ein Druckmittel verfügte, lag die Definitionshoheit über Angriffs- oder Verteidigungskrieg letztlich bei ihm und konnte sie den Rhodiern gegebenenfalls diktieren. Folglich hatte der Vertrag im Endergebnis die antigonidische Seite begünstigt und damit der Belagerung einen gewissen Erfolg beschieden. Die Machtposition des Antigonos wurde gegenüber Rhodos gefestigt, das seine Politik bis zu seinem Tod in der Schlacht von Ipsos 301 v. Chr. nach dessen Interessen ausrichtete, auch nachdem schon 302 v. Chr. seine in Ephesos untergebrachten Geiseln von Truppen des Kassander unter Prepelaos befreit worden waren.
Zweifelsohne aber stand der für die Antigoniden recht positive Ausgang der Belagerung in keiner Relation zum dafür betriebenen Aufwand. Antigonos selbst hatte von 314 bis 313 v. Chr. über ein Jahr (fünfzehn Monate) lang die bedeutende phoinikische Hafenstadt Tyros erfolgreich belagert (Belagerung von Tyros) und diese Stadt am Ende seiner direkten Herrschaft unterworfen, ohne dabei auf ein Reservoir aufsehenerregender Maschinen oder auf eine übergroße Flotte zurückgreifen zu können. Zwar war auch Demetrios der entscheidende Durchbruch durch die Verteidigungsanlagen gelungen, durch den der Fall der Stadt faktisch unausweichlich wurde, doch hat ihn am Ende die politische Entwicklung in Griechenland zu einem Verzicht des entscheidenden Schlags genötigt. Die Frage muss daher offenbleiben, welche Möglichkeiten sich ihm unter Einsparung der Zeit und der personellen Kraftanstrengungen für den Maschinenbau zugunsten eines schnelleren Vorankommens eröffnet hätten, noch bevor der Druck seitens der anderen Diadochen, besonders von Kassander, ihn zu einem Umdenken hätte drängen können.

## Der Koloss von Rhodos

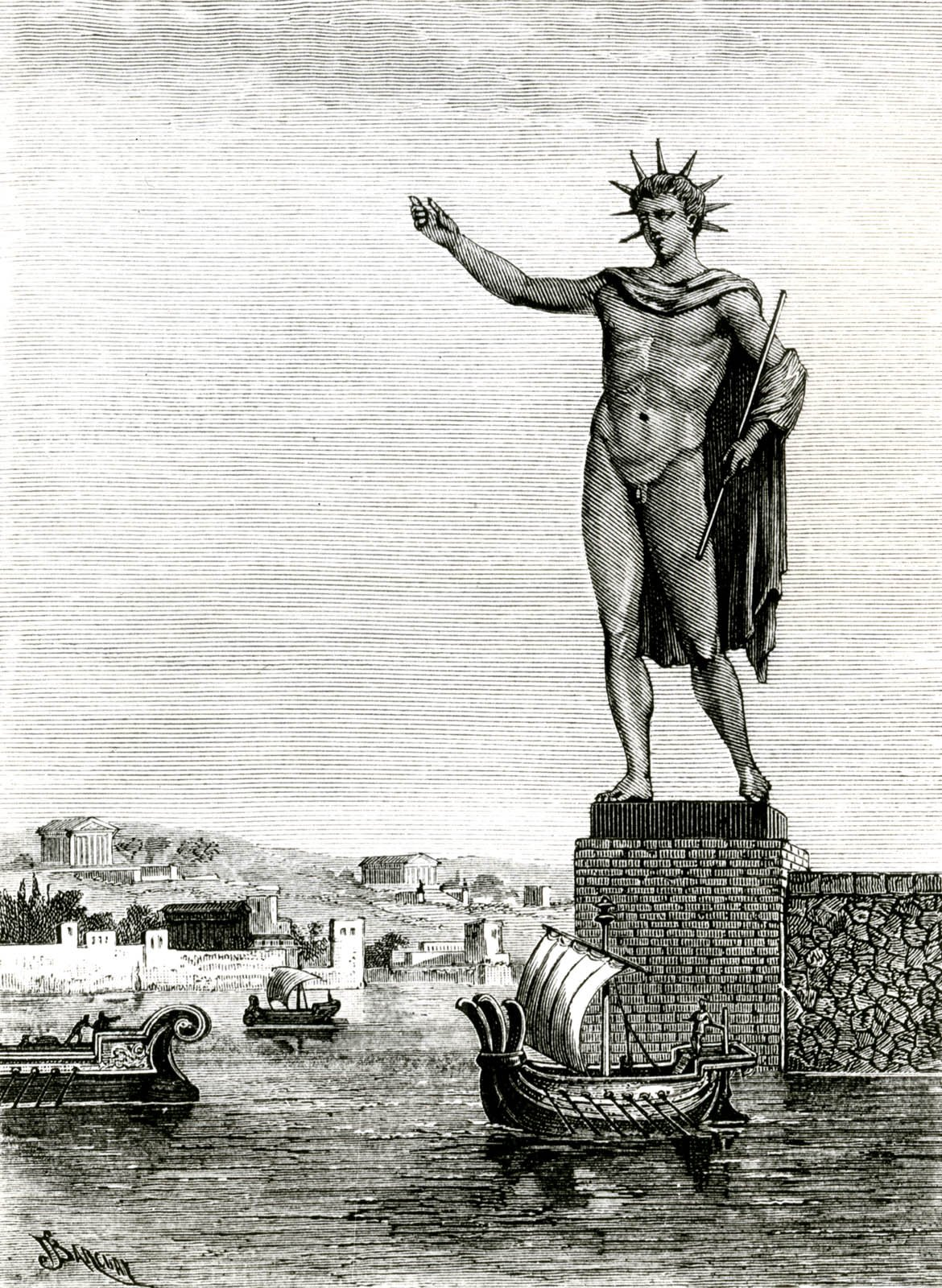
Der Koloss von Rhodos in einer Darstellung aus dem 19. Jahrhundert

Für die Rhodier, die nach dem Fall der dritten Mauer bereits in Panik verfallen waren und das Ende kommen sahen, war der ausbleibende Untergang vor allem durch göttliches Einwirken zu erklären, und sie betrachteten sich dank solcherart Begünstigung als wahre Sieger der militärischen Auseinandersetzung. Ihrem traditionellen Schutzpatron, dem Sonnengott Helios, errichteten sie in Hafennähe eine Kolossalstatue (kolossos) mit einer Höhe von etwa 70 Ellen. Baumaterial für dieses Mammutprojekt war reichlich vorhanden, denn Demetrios hatte seine großen, aus solidem Holz und Metall gefertigten Maschinen auf der Insel zurückgelassen – allen voran die Helepolis, deren Größe und Gewicht ihr zum Verhängnis geworden war, als sie beim letzten Angriff tatsächlich, wie von den Verteidigern vorhergesehen, in das präparierte Vorfeld der Mauer manövriert wurde, sich dort im Morast festfuhr und bewegungslos steckenblieb. Entsprechende Ehrungen wurden dafür dem Architekten Diognetos von seinen Mitbürgern entgegengebracht. Ob Demetrios aber je beabsichtigte, seine Maschinen zeitaufwändig zu demontieren und zum Transport auf seine Schiffe zu verladen, ist zweifelhaft. Plutarch berichtete von der großzügigen Überlassung mehrerer Maschinen anlässlich des Vertragsabschlusses mit den Rhodiern. Ob der „Städtebelagerer“ diesem zwischen 292 und 280 v. Chr. fertiggestellten „Koloss von Rhodos“ jemals ansichtig geworden war, ist unwahrscheinlich.
Freilich gedachten die Rhodier auch ihren höchst irdischen Helfern, die sie durch die Aufstellung von Statuen für Lysimachos und Kassander ehrten, gleich neben denen des Antigonos und Demetrios. Für Ptolemaios aber entsandten sie eine Mission zu einem in Libyen gelegenen Orakel des Amun (vermutlich das von Siwa), das sie darum ersuchten, ihn als Gott verehren zu dürfen. Nachdem das Orakel ihr Ersuchen positiv beantwortet hatte, erbauten sie dem Ptolemaios in Rhodos einen Tempel („Ptolemaion“) mit einer Länge von einem Stadion, in dem sie ihn, nach Pausanias, fortan als rettenden Gott („Soter“) verehrten.